# Campeonato Europeo de Piragüismo en Aguas Tranquilas de 1999
El II Campeonato Europeo de Piragüismo en Aguas Tranquilas se celebró en Zagreb (Croacia) en el año 1999 bajo la organización de la Asociación Europea de Piragüismo (ECA) y la Federación Croata de Piragüismo.
Las competiciones se realizaron en el canal de piragüismo acondicionado en el lago Jarun, al sudoeste de la capital croata.

## Medallistas

### Masculino
| Evento    | Oro                                                                                              | Plata                                                                                     | Bronce                                                                                        |
| --------- | ------------------------------------------------------------------------------------------------ | ----------------------------------------------------------------------------------------- | --------------------------------------------------------------------------------------------- |
| K1 200 m  | Mijail Kolganov Israel 35,908 s                                                                  | Ognjen Filipović Yugoslavia 36,018 s                                                      | Pavel Hottmar · República Checa · 36,228 s                                                    |
| K2 200 m  | Marek Twardowski · Adam Wysocki · Polonia · 33,515                                               | Andreas Gjersøe · Nils Olav Fjeldheim · Noruega · 33,975                                  | Serguei Verlin · Anatoli Tishchenko · Rusia · 33,985                                          |
| K4 200 m  | Andrei Tissin · Vitali Gankin · Alexandr Ivanik · Roman Zarubin · Rusia · 31,269                 | Mykola Zaichenkov · Myjailo Luchnik · Andri Borzukov · Olexi Slivinski · Ucrania · 31,969 | Rastislav Kužel · Martin Chorváth · Ján Divinec · Andrej Wiebauer · Eslovaquia · 31,999       |
| K1 500 m  | Petar Merkov Bulgaria 1:39,098                                                                   | Grzegorz Kotowicz · Polonia · 1:39,418                                                    | Mijail Kolganov Israel 1:39,498                                                               |
| K2 500 m  | Marek Twardowski · Adam Wysocki · Polonia · 1:28,852                                             | Zoltán Kammerer · Ákos Vereckei · Hungría · 1:29,362                                      | Juraj Bača · Michal Riszdorfer · Eslovaquia · 1:29,962                                        |
| K4 500 m  | Andrei Tissin · Vitali Gankin · Alexandr Ivanik · Roman Zarubin · Rusia · 1:20,688               | Petar Merkov Andrian Dushev Milko Kazanov Petar Sibinkich Bulgaria 1:22,258               | Sorin Petcu · Vasile Curuzan · Marian Sîrbu · Romică Șerban · Rumania · 1:22,558              |
| K1 1000 m | Ákos Vereckei · Hungría · 3:32,741                                                               | Babak Amir-Tahmasseb Francia 3:33,551                                                     | Mijail Kolganov Israel 3:34,181                                                               |
| K2 1000 m | Juraj Bača · Michal Riszdorfer · Eslovaquia · 3:12,529                                           | Zoltán Kammerer · Ákos Vereckei · Hungría · 3:14,169                                      | Marek Twardowski · Adam Wysocki · Polonia · 3:14,709                                          |
| K4 1000 m | Grzegorz Kotowicz · Adam Seroczyński · Marek Witkowski · Dariusz Białkowski · Polonia · 2:55,199 | Petar Merkov Andrian Dushev Milko Kazanov Petar Sibinkich Bulgaria 2:56,049               | Rastislav Kužel · Martin Chorváth · Juraj Kadnár · Andrej Wiebauer · Eslovaquia · 2:57,499    |
| C1 200 m  | Maxim Opalev · Rusia · 40,425                                                                    | Martin Doktor · República Checa · 40,585                                                  | Slavomír Kňazovický · Eslovaquia · 40,775                                                     |
| C2 200 m  | Paweł Baraszkiewicz · Daniel Jędraszko · Polonia · 37,851                                        | Mitică Pricop · Ionel Averian · Rumania · 38,031                                          | Petr Procházka · Jan Břečka · República Checa · 38,341                                        |
| C4 200 m  | Petr Fuksa · Jan Břečka · Karel Kožíšek · Petr Procházka · República Checa · 35,649              | Ionel Averian · Gheorghe Andriev · Mitică Pricop · Florin Popescu · Rumania · 35,809      | Konstantin Fomichov · Ignat Kovaliov · Alexei Volkonski · Alexandr Kostoglod · Rusia · 35,979 |
| C1 500 m  | Maxim Opalev · Rusia · 1:49,810                                                                  | Martin Doktor · República Checa · 1:51,160                                                | Gábor Fürdök · Hungría · 1:53,070                                                             |
| C2 500 m  | Florin Popescu · Gheorghe Andriev · Rumania · 1:42,103                                           | Alexandr Kovaliov · Alexandr Kostoglod · Rusia · 1:42,283                                 | José Alfredo Bea García · David Mascato García · España · 1:43,883                            |
| C4 500 m  | Andrei Kabanov · Ignat Kovaliov · Alexei Volkonski · Konstantin Fomichov · Rusia · 1:31,868      | Florin Huidu · Gheorghe Andriev · Mitică Pricop · Florin Popescu · Rumania · 1:31,866     | Petr Fuksa · Petr Netušil · Viktor Jiráský · Jan Macháč · República Checa · 1:33,176          |
| C1 1000 m | Maxim Opalev · Rusia · 3:52,363                                                                  | Martin Doktor · República Checa · 3:55,053                                                | Paweł Baraszkiewicz · Polonia · 3:56,263                                                      |
| C2 1000 m | Alexandr Kovaliov · Alexandr Kostoglod · Rusia · 3:37,802                                        | Florin Popescu · Gheorghe Andriev · Rumania · 3:38,352                                    | Patrick Schulze · Peter John · Alemania · 3:41,062                                            |
| C4 1000 m | Andrei Kabanov · Ignat Kovaliov · Alexei Volkonski · Konstantin Fomichov · Rusia · 3:17,597      | Mitică Pricop · Șamil Grigore · Iosif Anisim · Chiriac Marcov · Rumania · 3:19,227        | Roman Bundz · Dmytro Sablin · Nikolai Dimakov · Leonid Kamlochuk · Ucrania · 3:19,247         |

### Femenino
| Evento    | Oro                                                                                      | Plata | Bronce                                                                                               |
| --------- | ---------------------------------------------------------------------------------------- | --- | --- |
| K1 200 m  | Josefa Idem · Italia · 41,322 s                                                          | Rita Kőbán · Hungría · 41,582 s                                                                                 | Belén Sánchez Jiménez · España · 42,462 s                                                            |
| K2 200 m  | Beata Sokołowska · Aneta Pastuszka · Polonia · 39,454                                    | Szilvia Szabó · Erzsébet Viski · Hungría · 40,245                                                               | Natalia Guli · Yelena Tissina · Rusia · 40,374                                                       |
| K4 200 m  | Natalia Guli · Tatiana Tishchenko · Olga Tishchenko · Galina Poryvayeva · Rusia · 35,959 | Szilvia Szabó · Erzsébet Viski · Kinga Bóta · Katalin Kovács · Hungría · 36,459                                 | Šárka Borkovcová · Kateřina Hluchá · Barbora Futerová · Milena Pergnerová · República Checa · 36,949 |
| K1 500 m  | Josefa Idem · Italia · 1:51,072                                                          | Katalin Kovács · Hungría · 1:52,302                                                                             | Elżbieta Urbańczyk · Polonia · 1:52,832                                                              |
| K2 500 m  | Beata Sokołowska · Aneta Pastuszka · Polonia · 1:40,757                                  | Szilvia Szabó · Katalin Kovács · Hungría · 1:41,507                                                             | Beatriz Manchón Portillo · Izaskun Aramburu Balda · España · 1:42,607                                |
| K4 500 m  | Kinga Bóta · Erzsébet Viski · Szilvia Szabó · Katalin Kovács · Hungría · 1:35,126        | Belén Sánchez Jiménez · Beatriz Manchón Portillo · Ana María Penas · Izaskun Aramburu Balda · España · 1:36,796 | Natalia Guli · Tatiana Tishchenko · Olga Tishchenko · Galina Poryvayeva · Rusia · 1:37,506           |
| K1 1000 m | Josefa Idem · Italia · 3:55,459                                                          | Katalin Kovács · Hungría · 3:56,809                                                                             | Elżbieta Urbańczyk · Polonia · 3:58,319                                                              |
| K2 1000 m | Beata Sokołowska · Aneta Pastuszka · Polonia · 3:38,579                                  | Andrea Barócsi · Katalin Kovács · Hungría · 3:38,819                                                            | Elena Radu · Sanda Toma · Rumania · 3:40,429                                                         |

## Medallero
| Núm. | País            | Oro | Plata | Bronce | Total |
| ---- | --------------- | --- | ----- | ------ | ----- |
| 1    | Rusia           | 9   | 1     | 4      | 14    |
| 2    | Polonia         | 7   | 1     | 4      | 12    |
| 3    | Italia          | 3   | 0     | 0      | 3     |
| 4    | Hungría         | 2   | 9     | 1      | 12    |
| 5    | Rumania         | 1   | 5     | 2      | 8     |
| 6    | República Checa | 1   | 3     | 4      | 8     |
| 7    | Bulgaria        | 1   | 2     | 0      | 3     |
| 8    | Eslovaquia      | 1   | 0     | 4      | 5     |
| 9    | Israel          | 1   | 0     | 2      | 3     |
| 10   | España          | 0   | 1     | 3      | 4     |
| 11   | Ucrania         | 0   | 1     | 1      | 2     |
| 12   | Francia         | 0   | 1     | 0      | 1     |
| 12   | Noruega         | 0   | 1     | 0      | 1     |
| 12   | Yugoslavia      | 0   | 1     | 0      | 1     |
| 15   | Alemania        | 0   | 0     | 1      | 1     |
|      | TOTAL           | 26  | 26    | 26     | 78    |